# 384P/Kowalski
384P/Kowalski è una cometa periodica appartenente alla famiglia delle comete gioviane. La cometa è stata scoperta il 18 ottobre 2014 dall'astronomo statunitense Richard A. Kowalski, la sua riscoperta il 27 luglio 2019 ha permesso di numerarla.